# كيرن بريندرغاست
كيرن بريندرغاست هو دبلوماسي وسياسي بريطاني، ولد في 1 يوليو 1942. انتخب سفير المملكة المتحدة لدى زيمبابوي ‏ (1989 – 1992) وانتخب المفوض السامي للملكة المتحدة لدى كينيا ‏ (1992 – 1995) وانتخب سفير المملكة المتحدة لدى تركيا ‏ (1995 – 1997).